# Шошоне (язык)
Шошо́нский язык или шошо́не — язык шошонов. Относится к нумской ветви юто-ацтекской семьи языков. Основные диалекты включают: западный шошоне (Невада), госиуте (западная Юта), северный шошоне (южный Айдахо и северная Юта) и восточный шошоне (Вайоминг).
Шошоне — самый северный представитель юто-ацтекской семьи, включающей более 30 языков, распространённых на обширной территории от Айдахо на севере до центральной Мексики на юге. Сегодня лишь несколько сот человек могут свободно говорить на шошоне, несколько тысяч владеют языком в той или иной степени. По данным переписи 2000 года, число носителей составляет 2910 человек. В то же время, Gould et Loether считают, что данные переписи 1990 года (2284 человека) являются заниженными, так как исследования не охватывали всех резерваций шошонов. Сами они предлагают цифру в 5000 носителей.
Наиболее близкородственны команчский язык и язык тимбиша, с которыми, однако, нет взаимопонимаемости.
Шошоне имеет агглютинативный строй, фонетика языка сходна с другими нумскими языками. Используются две основные системы письменности, основанные на латинице.